# 魯燮政
魯燮政（？—？），浙江会稽人，清朝政治人物。
道光二十一年署，擔任廣東廣州府永安縣知縣（現紫金縣知縣）。后由劉丙慶接任。